# Yung Gravy
Yung Gravy, pseudonimo di Matthew Raymond Hauri (Rochester, 19 marzo 1996), è un rapper, cantautore e produttore discografico statunitense.
Sale alla ribalta nel 2017, su Soundcloud grazie ai singoli Mr. Clean e 1 Thot 2 Thot Red Thot Blue Thot, certificati entrambi platino dalla RIAA. Dal 2017 in poi, Gravy ha completato 7 tour internazionali, 6 album in studio, 1 mixtape e 8 EP. Yung Gravy è spesso associato ad artisti ed amici come bbno$, Chief Keef, e Lil Baby oltre a produttori discografici come Y2K, Jason Rich, and Engelwood..

## Biografia
Hauri nasce a Rochester, nel Minnesota. Si laurea in marketing all'Università del Wisconsin-Madison a Madison. Nel 2016 comincia a fare rap, ispirato dalla rapida ascesa del rapper statunitense Lil Yachty e dal rapper statunitense Lil Peep. Sempre nel 2016, lascia il lavoro e comincia a pubblicare musica. Il suo primo singolo, Mr. Clean, primo estratto dall'EP di debutto omonimo, viene certificato platino dalla RIAA. L'8 settembre 2016 pubblica l'EP Mr. Clean, autoprodotto. Il 23 dicembre dello stesso anno pubblica il mixtape Thanksgiving's Eve. Nel 2017 pubblica il singolo Cheryl. Nello stesso anno pubblica il singolo 1 Thot 2 Thot Red Thot Blue, certificato oro e brano apripista dell'EP Snow Cougar. Il singolo viene compreso anche nel primo album in studio Sensational, uscito il 31 maggio 2019.
Il 20 aprile 2017 pubblica l'EP Yung Gravity. L'11 ottobre 2017 pubblica insieme a bbno$ l'EP Baby Gravy. Nel 2018 pubblica i singoli Knockout, Pizzazz e Alley Oop (quest'ultimo in collaborazione con Lil Baby). Nel 2019 pubblica l'album Sensational. Fra il 2019 ed il 2020, rinnova la collaborazione con bbno$ nei singoli Shining on My Ex, Iunno, Welcome to Chili's, Off the Goop e Jack Money Bean, oltre all'album Baby Gravy 2.

## Discografia

### Album in studio
- 2019 – Sensational
- 2020 – Baby Gravy 2 (con bbno$)
- 2020 – Gasanova
- 2022 – Marvelous
- 2023 – Baby Gravy 3 (con bbno$)
- 2024 – Serving Country

### Mixtape
- 2016 – Thanksgiving's Eve

### EP
- 2016 – Mr. Clean
- 2017 – Yung Gravity
- 2017 – Baby Gravy (con bbno$)
- 2018 – Snow Cougar
- 2021 – Tracy's Ultimate Fitness Mix
- 2021 – Gravy Train Down Memory Lane: Side A
- 2021 – Gravy Train Down Memory Lane: Side B
- 2021 – Cake and Cognac (con Dillon Francis)

### Singoli
- 2016 – Mr. Clean
- 2017 – Cheryl
- 2017 – 1 Thot 2 Thot Red Thot Blue Thot
- 2018 – Knockout
- 2018 – Pizzazz
- 2018 – Alley Oop (feat. Lil Baby)
- 2019 – Magic
- 2019 – Buttered Up (feat. Juicy J)
- 2019 – Tampa Bay Bustdown (feat. Chief Keef e Y2K)
- 2019 – Shining on My Ex (con bbno$)
- 2019 – Iunno (con bbno$)
- 2020 – Welcome to Chili's (con bbno$)
- 2020 – Off the Goop (con bbno$, feat. Cuco)
- 2020 – Jack Money Bean (con bbno$)
- 2020 – Yup!
- 2020 – Gas Money
- 2020 – Oops!
- 2021 – Steppin on the Beat (con TrippythaKid)
- 2022 – Hot Tub (con Dillon Francis and T-Pain)
- 2022 – Betty (Get Money)
- 2022 – C'est la Vie (con bbno$ e Rich Brian)
- 2023 – She's A 10 But... (Remix) (con ARTAN)
- 2023 – Bitch Again (con Pouya)
- 2023 – Strawberries & Creamin
- 2023 – Goodness Gracious (con bbno$)
- 2023 – You Need Jesus (con bbno$)
- 2023 – Everest (con Dream)
- 2023 – Nightmare on Peachtree Street (con bbno$ e Freddie Dredd)
- 2024 – AF1 2.0 (con Lilbubblegum)
- 2024 – Clementine
- 2024 – White Claw (con Shania Twain)
- 2024 – Lone Ranger